# Komarlahalli, Gauribidanur
Komarlahalli là một làng thuộc tehsil Gauribidanur, huyện Chikkaballapur, bang Karnataka, Ấn Độ.